# Burgos (Tamaulipas)
Burgos es una localidad mexicana está situada en el estado de Tamaulipas, es la cabecera y mayor localidad del municipio de Burgos. Según el censo del 2020, tiene un total de 1726 habitantes.   

## Geografía
Burgos se sitúa en el municipio de Burgos, Tamaulipas, en las coordenadas 24°56′47″N 98°47′59″O / 24.94639, -98.79972, está a  una altura media de 162 metros sobre el nivel del mar (m s. n. m.).

### Clima
La temperatura media anual de Burgos es de 24.1 °C. La temperatura más alta registrada fue de 47 °C en las fechas 24 de mayo de 2012 y el 15 de junio de 1998, mientras que la temperatura mínima registrada fue de -3.0 °C en las fechas 10 de enero de 2010 y 4 de febrero de 2011. 
| Parámetros climáticos promedio de Burgos, Tamaulipas | Parámetros climáticos promedio de Burgos, Tamaulipas | Parámetros climáticos promedio de Burgos, Tamaulipas | Parámetros climáticos promedio de Burgos, Tamaulipas | Parámetros climáticos promedio de Burgos, Tamaulipas | Parámetros climáticos promedio de Burgos, Tamaulipas | Parámetros climáticos promedio de Burgos, Tamaulipas | Parámetros climáticos promedio de Burgos, Tamaulipas | Parámetros climáticos promedio de Burgos, Tamaulipas | Parámetros climáticos promedio de Burgos, Tamaulipas | Parámetros climáticos promedio de Burgos, Tamaulipas | Parámetros climáticos promedio de Burgos, Tamaulipas | Parámetros climáticos promedio de Burgos, Tamaulipas | Parámetros climáticos promedio de Burgos, Tamaulipas |
| Mes                                                  | Ene.                                                 | Feb.                                                 | Mar.                                                 | Abr.                                                 | May.                                                 | Jun.                                                 | Jul.                                                 | Ago.                                                 | Sep.                                                 | Oct.                                                 | Nov.                                                 | Dic.                                                 | Anual                                                |
| ---------------------------------------------------- | ---------------------------------------------------- | ---------------------------------------------------- | ---------------------------------------------------- | ---------------------------------------------------- | ---------------------------------------------------- | ---------------------------------------------------- | ---------------------------------------------------- | ---------------------------------------------------- | ---------------------------------------------------- | ---------------------------------------------------- | ---------------------------------------------------- | ---------------------------------------------------- | ---------------------------------------------------- |
| Temp. máx. abs. (°C)                                 | 36.0                                                 | 41.0                                                 | 42.0                                                 | 45.0                                                 | 47.0                                                 | 47.0                                                 | 44.5                                                 | 43.0                                                 | 42.0                                                 | 39.0                                                 | 38.0                                                 | 38.0                                                 | 47.0                                                 |
| Temp. máx. media (°C)                                | 22.7                                                 | 25.8                                                 | 29.4                                                 | 33.0                                                 | 36.0                                                 | 37.5                                                 | 37.7                                                 | 37.4                                                 | 33.7                                                 | 30.7                                                 | 26.6                                                 | 22.5                                                 | 31.1                                                 |
| Temp. media (°C)                                     | 15.8                                                 | 18.3                                                 | 21.8                                                 | 25.3                                                 | 28.6                                                 | 30.4                                                 | 30.6                                                 | 30.3                                                 | 27.5                                                 | 24.2                                                 | 20.0                                                 | 15.9                                                 | 24.1                                                 |
| Temp. mín. media (°C)                                | 9.0                                                  | 10.9                                                 | 14.3                                                 | 17.5                                                 | 21.2                                                 | 23.4                                                 | 23.5                                                 | 23.1                                                 | 21.3                                                 | 17.8                                                 | 13.4                                                 | 9.3                                                  | 17.1                                                 |
| Temp. mín. abs. (°C)                                 | -3.0                                                 | -3.0                                                 | 1.0                                                  | 4.0                                                  | 10.0                                                 | 17.0                                                 | 4.0                                                  | 15.0                                                 | 2.0                                                  | -1.0                                                 | -2.0                                                 | -2.0                                                 | -3.0                                                 |
| Precipitación total (mm)                             | 20.6                                                 | 18.3                                                 | 34.5                                                 | 40.0                                                 | 76.7                                                 | 50.9                                                 | 99.4                                                 | 62.8                                                 | 152.2                                                | 87.4                                                 | 28.6                                                 | 36.0                                                 | 707.4                                                |
| Días de precipitaciones (≥ 1 mm)                     | 4.4                                                  | 4.1                                                  | 3.6                                                  | 3.9                                                  | 4.5                                                  | 4.2                                                  | 4.0                                                  | 3.8                                                  | 8.3                                                  | 5.5                                                  | 3.6                                                  | 4.4                                                  | 54.3                                                 |
| Fuente: Servicio Meteorológico Nacional              |                                                      |                                                      |                                                      |                                                      |                                                      |                                                      |                                                      |                                                      |                                                      |                                                      |                                                      |                                                      |                                                      |

## Demografía
Burgos tiene alrededor de 4256 habitantes, de acuerdo al censo del 2020, la población femenina es de 2055 personas y la población masculina es de 2201 personas.
La población por edades en la localidad fue de personas de 0 a 14 años, 476, de 15 a 64 años, 1080 y la población de 65 años y más fue de 170 personas.